# Ким Ге Сун
Ким Ге Сун, другой вариант — Ким Ге-Сун (25 сентября 1913, Дондохон, Приморская область — 28 сентября 1969, Верхнечирчикский район, Ташкентская область) — бригадир колхоза имени Свердлова Верхне-Чирчикского района Ташкентской области, Узбекская ССР. Герой Социалистического Труда (1951).

## Биография
Родился в 1913 году в крестьянской семье в селе Дондохон Ольгинского уезда.
В 1923 году окончил начальную школу в родной деревне. До 1930 года занимался земледелием в домашнем хозяйстве. В 1930 году вступил в рыболовецкий колхоз «Павловский» Будённовского района. С 1933 году обучался в Корейском педагогическом институте во Владивостоке.
В 1937 году депортирован в Кзыл-Орду Казахской ССР. До 1940 года обучался в Кзыл-Ординском корейском педагогическом институте, потом переехал в Узбекистан. Трудился рядовым колхозником в колхозе имени Свердлова Верхне-Чирчикского района. В 1941 году назначен бригадиром полеводческой бригады в этом же колхозе. В 1956 году вступил в КПСС.
В 1950 году бригада Ким Ге Суна получила в среднем по 88,9 центнеров зеленцового кенафа с каждого гектара на участке площадью 34,8 гектаров. Указом Президиума Верховного Совета СССР от 22 мая 1951 года удостоен звания Героя Социалистического Труда с вручением ордена Ленина и золотой медали «Серп и Молот».
Дважды участвовал во Всесоюзной выставке ВДНХ в Москве (1958, 1962).
Трудился в колхозе имени Свердлова до своей кончины в сентябре 1969 года.

## Награды
- Герой Социалистического Труда
- Орден Ленина
- Орден «Знак Почёта»
- Медаль «За доблестный труд в Великой Отечественной войне 1941—1945 гг.» (06.06.1945)
- Золотая (1958) и серебряная (1962) медали ВДНХ.
- Почётная грамота Президиума Верховного Совета Узбекской ССР — трижды (1955, 1956, 1957).